# Comté de Lamb
Le comté de Lamb, en anglais : Lamb County, est un comté situé dans le nord de l'État du Texas aux États-Unis.  Fondé le 19 novembre 1876, son siège de comté est la ville de Littlefield.  Selon le recensement des États-Unis de 2020, sa population est de 13 045 habitants. Le comté a une superficie de 2 636 km2, dont 2 632 km2 en surfaces terrestres. Il est nommé en l'honneur de George A. Lamb, un soldat qui est mort dans la bataille de San Jacinto.

## Organisation du comté
Le comté est fondé le 19 novembre 1876, à partir des terres du comté de Young. Après plusieurs aménagements fonciers, il est définitivement autonome et organisé le 20 juin 1908.
Le comté est baptisé en l'honneur de George A. Lamb, un militaire mort à la bataille de San Jacinto, le 21 avril 1836,.

## Comtés adjacents
| Comté de Parmer | Comté de Castro  |                                   |
| Comté de Bailey | comté de Lamb    | Comté de Hale                     |
|                 | Comté de Hockley | Comté de Lubbock Comté de Cochran |

## Démographie
Lors du recensement de 2010, le comté comptait une population de 13 977 habitants. Elle est estimée, en 2017, à 13 210 habitants.
| Groupes           | Comté de Lamb | Texas | États-Unis |
| ----------------- | ------------- | ----- | ---------- |
| Blancs            | 74,4          | 70,4  | 72,4       |
| Autres            | 17,9          | 10,6  | 6,4        |
| Afro-Américains   | 4,3           | 11,9  | 12,6       |
| Métis             | 2,3           | 2,5   | 2,7        |
| Amérindiens       | 0,9           | 0,7   | 0,9        |
| Asiatiques        | 0,1           | 3,8   | 4,8        |
| Total             | 100           | 100   | 100        |
|                   |               |       |            |
| Latino-Américains | 51,7          | 37,6  | 16,7       |

Pyramide des âges du comté de Lamb (2000).

Selon l'American Community Survey, pour la période 2011-2015, 61,33 % de la population âgée de plus de 5 ans déclare parler anglais à la maison, alors que 38,40 % déclare parler l’espagnol et 0,27 % une autre langue.